# Lepidodactylus vanuatuensis
Lepidodactylus vanuatuensis är en ödleart som beskrevs av  Ota, Fisher, Ineich, Case RADTKEY och ZUG 1998. Lepidodactylus vanuatuensis ingår i släktet Lepidodactylus och familjen geckoödlor. IUCN kategoriserar arten globalt som livskraftig. Inga underarter finns listade i Catalogue of Life.